# Alaska Zoo

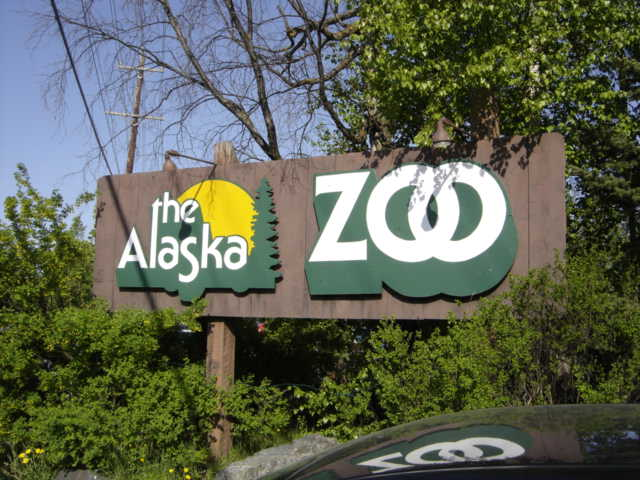

L’Alaska Zoo è uno zoo situato ad Anchorage, in Alaska, fondato nel 1969, copre un'area di 10 ettari; esso è una popolare attrazione dell'Alaska con quasi 200.000 visitatori annui. Lo zoo attualmente ospita più di 100 uccelli e mammiferi che rappresentano circa 50 specie tra cui sono presenti anche tigri dell'Amur, cammelli e yak. Oltre alla visualizzazione lo zoo è specializzato in istruzione, ricerca e conservazione della fauna selvatica, e nella riabilitazioni egli animali.

## Storia
Nel 1966, Jack Snyder, droghiere di Anchorage, vinse un concorso che offriva in premio di 3000$ o di un cucciolo di elefante. Snyder scelse l'elefante, una femmina di elefante asiatico di nome Annabelle. L'elefante fu inizialmente mantenuto al Diamond H Horse Ranch, che si trova sulla zona collinare di Anchorage e che al tempo era proprietà di Sammye Seawell, che aveva l'unica stalla riscaldata disponibile.
Con la crescente popolarità di Annabelle, Seawell creò una società senza scopo di lucro per costruire un luogo “dove il pubblico possa visitare gli animali e imparare su di loro".
Lo zoo è stato costruito il 28 marzo 1968 come Zoo dei Bambini dell'Alaska; ha aperto ufficialmente nel 1969 con Annabelle e altri animali donati. Lo zoo è situato su un terreno adiacente al ranch di Seawell. Il nome dello zoo è stato cambiato in Alaska Zoo nel giugno 1980.
Nel 1983, un elefante africano femmina di nome Maggie è arrivato nell'Alaska Zoo come compagno di Annabelle.
Lo zoo ha attirato una certa attenzione anche fuori dall'Alaska. Nell'1994 Binky, un orso polare dello zoo, ferì gravemente un visitatore entrato nella sua gabbia, esso è stato fotografato con la scarpa di una turista australiana in bocca.
Nel 1997, Annabelle morì, lasciando la sua compagna, Maggie, sola. Nel 2004, nonostante le crescenti critiche, i funzionari dello zoo tennero Maggie in Alaska per tre anni, piuttosto di mandarla in un rifugio naturale con un clima più caldo, dove lei potesse socializzare con alti elefanti. Il 6 giugno 2007, lei è stata trasferita al PAWS sanctuary in California.

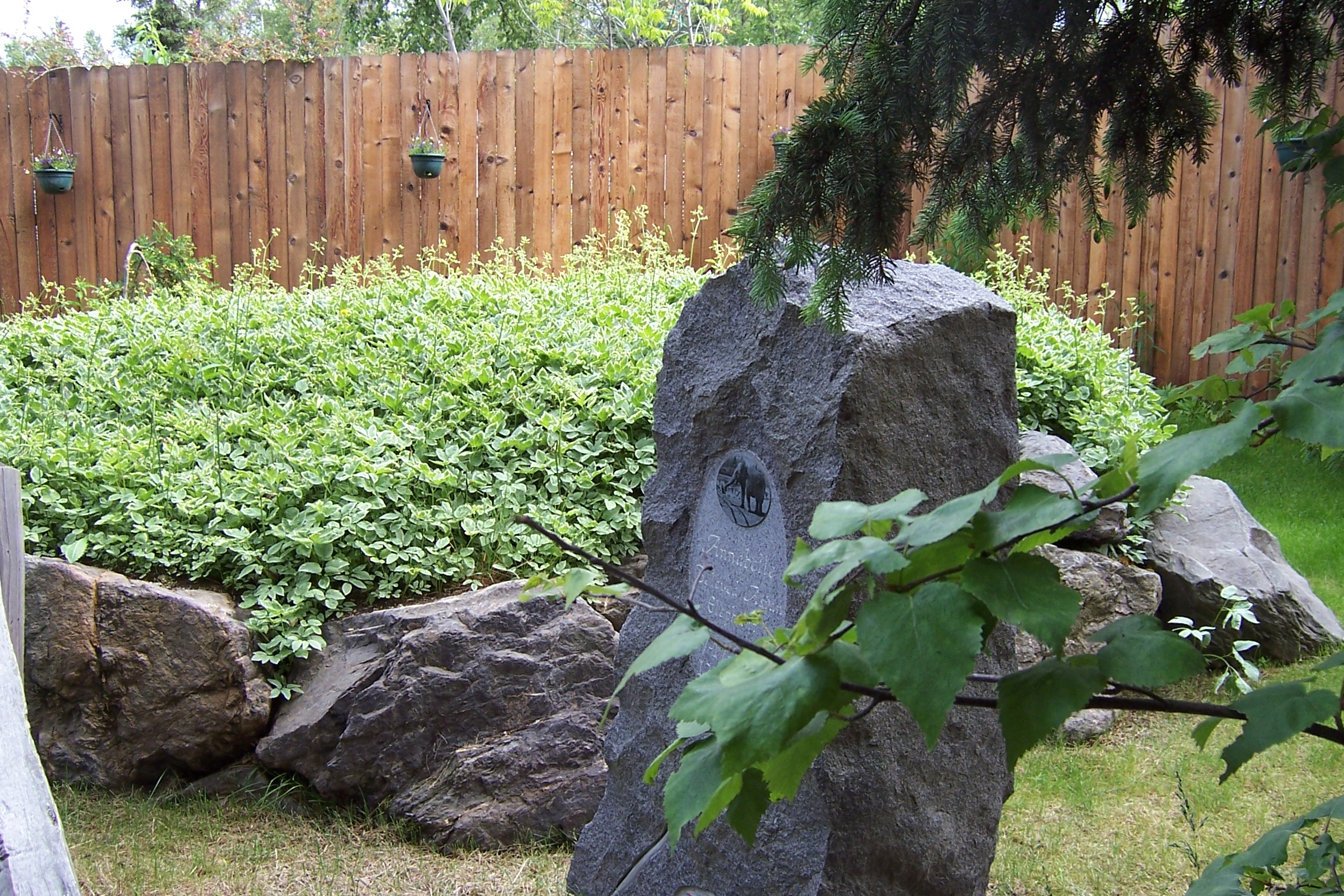
Lapide di Annabelle

## Animali Famosi

### Annabelle (1964-1997), un elefante asiatico
Annabelle, un elefante asiatico, nacque in India nel 1964. Nel 1966, in un concorso sponsorizzato da Crown Zellerbach, lei venne offerta come premio alternativo tra "3000$ o un cucciolo d'elefante". Il vincitore, un droghiere di Anchorage di nome Jack Snyder, scelse l'elefante. Annabelle fu inizialmente mantenuta presso il Diamond H Horse Ranch, appartenente a Sammye Seawell che aveva l'unica stalla disponibile. Annabelle fu uno dei primi animali presenti quando lo zoo fu fondato come Zoo dei Bambini dell'Alaska nel 1969, insieme ad animali orfani e feriti in cerca di casa, come gli orsi neri, i pinnipedi, le volpi artiche e le capre domestiche.

### Binky (1975-1995), un orso polare
Binky è stato un orso polare, trovato orfano nella Nord Slope dell'Alaska, è diventato in poco tempo una delle maggiori attrazioni dello zoo. Egli è diventato un eroe locale e ha ricevuto l'attenzione mediatica internazionale dopo aver aggredito due visitatori in due separati incidenti nel 1994. Binky morì nel 1995 per sarcocystosis, un parassita letale.

### Maggie (1983- ), un elefante africano
Maggie, un elefante africano, arrivò nello zoo dell'Alaska nel 1983 come compagno per Annabelle. Maggie è originaria dello Zimbabwe, in Africa, dove il suo branco è stato eliminato - per ridurne i membri- lasciandola in cerca di una casa. Nel 2007, Maggie fu spostata al PAWS sanctuary in California.

## Adozione Animali
Lo zoo permette di adottare con delle donazioni gli animali presenti in esso; chiunque adotti un animale riceverà un certificato di adozione, un foglio con la storia dell'animale e una lettera di adozione.
Tutti i genitori ricevono un invito a Zoo Parent Night per due persone. I prezzi per le donazioni non sono uguali:
- $ 30: pecora Jacob, gazza, scoiattolo rosso, gallo;
- $ 50: Civetta capogrosso, civetta settentrionale, Merlin, asino in miniatura, gufo di palude;
- $ 75: Astore, gufo della Lapponia, porcospino, corvo, poiana della Giamaica;
- $ 100: Volpe artica, gufo della Virginia, volpe rossa, cervo Sitka, cigno trombettiere, ghiottone;
- $ 200: Alpaca, coyote, bighorn bianco, aquila reale, lince, renna,  lontra di fiume nordamericana;
- $ 250: Aquila di mare testabianca, capra delle nevi, bue muschiato, yak;
- $ 300: Cammello, orso nero, alce;
- $ 500: Orso bruno, foca, lupo;
- $ 1000: Tigre dell'Amur, orso polare, leopardo delle nevi.

## AAZK (American Association of Zoo Keepers)
L'American Association of Zoo Keepers è un'associazione dello Zoo dell'Alaska formata dai custodi e dallo staff dello Zoo, da docenti e da volontari che dedicano la loro professione alle cure e alla conservazione degli animali. Sebbene non facciano ufficialmente parte dello Zoo gli sforzi e le attività degll'AAZK sono pienamente approvate dallo Zoo.
La missione che l'AAZK si propone è "promuovere l'eccellenze della professione della conservazione di animali, favorire una cura degli stessi,  sostenere progetti di conservazione meritevoli e promuovere la conservazione delle nostre risorse naturali e della vita degli animali.

## Specie attuali
- Corvi
- Falco peregrinus
- Gazze
- Pecore jacob
- Capre nane nigeriane
- Civette capogrosso
- Ulule
- Gufi di palude
- Astori
- Ursoni
- Glucomni del nord
- Conigli domestici
- Corvi imperiali
- Poiane della Giamaica
- Volpi artiche
- Gufi della Lapponia
- Gufi della Virginia
- Germani reali
- Volpi rosse
- Cervi Sitka
- Gufi delle nevi
- Cigno trombettiere
- Marmotta Haory
- Coyote
- Bighorn bianchi
- Aquile reali
- Linci canadesi
- Caribou
- Lontre di fiume nordamericane
- Alpaca
- Scoiattoli rossi
- Aquile calve
- Capre delle Nevi
- Buoi muschiati
- Yak
- Cammello
- Vespertili bruni
- Alci
- Lupi grigi
- Orsi neri
- Orsi
- Foche
- Tigri siberiane
- Leopardi delle nevi